# Selenotypus plumipes
Selenotypus plumipes är en spindelart som beskrevs av Pocock 1895. Selenotypus plumipes ingår i släktet Selenotypus och familjen fågelspindlar.
Artens utbredningsområde är Queensland. Inga underarter finns listade i Catalogue of Life.